# Stade municipal de Daloa
 (avril 2025).
Si vous disposez d'ouvrages ou d'articles de référence ou si vous connaissez des sites web de qualité traitant du thème abordé ici, merci de compléter l'article en donnant les références utiles à sa vérifiabilité et en les liant à la section « Notes et références ».
Le stade municipal de Daloa est un stade de football de Côte d'Ivoire qui se situe dans la ville de Daloa. Il peut accueillir 4 000 spectateurs.
C'est le stade où jouent le Réveil Club de Daloa et le Lagoké Football Club.

## Travaux de réhabilitation
Il y a eu une signature le mercredi 27 juin 2007 au cabinet du ministre de la jeunesse, des sports et des loisirs entre le Ministère des Sports et la coopération française. 
Le stade sera réhabilité comme pratiquement tous les stades nationaux le sont en ce moment. Le coût de cette réhabilitation s'élève à 62 millions 697 mille francs FCFA. Les travaux concernent, les tribunes, la construction d'un bâtiment annexe, la mise en place d'une grille de protection et la révision du circuit électrique.